# Harsányi Gábor (villamosmérnök)
Harsányi Gábor (Budapest, 1958. március 20.) Széchenyi-díjas és Gábor Dénes-díjas villamosmérnök, egyetemi tanár. Szakterülete az elektronikai technológia és szenzorika. Kutatási területe a nagy felbontású áramköri összeköttetés hálózatokban fellépő meghibásodási mechanizmusok vizsgálata, és a vékony- és vastagréteg technológiák, valamint funkcionális polimerek kombinációján alapuló, környezetvédelmi és orvosbiológiai célokra alkalmas érzékelők kutatása. Utóbbi években a világító diódák megbízhatóságával és hibamecahnizmusaival foglalkozott. 2003 és 2021 között a Budapesti Műszaki és Gazdaságtudományi Egyetem Villamosmérnöki és Informatikai Kar Elektronikai Technológia Tanszékének tanszékvezetője, 2024 óta professzor emeritusza.

## Életpályája
1976-ben kezdte meg egyetemi tanulmányait a Budapesti Műszaki Egyetem Villamosmérnöki Karán, ahol 1974-ben szerzett mérnöki diplomát Híradástechnika szak, Műszaki Fizika ágazaton (idoutazo?). Ezt követően a Híradástechnikai Ipari Kutatóintézetben és jogutódjánál a Mikroelektronikai Vállalatnál fejlesztőmérnökkén dolgozott. 1984-ben BME Elektronikai Technológia Tanszékén kapott tanársegédi állást. Ezévben védte meg egyetemi doktori disszertációját. 1990 és 2003 között a Szenzorika laboratórium vezetője. Az oktatói ranglétra végigjárása (adjunktus, docens) után 2002-ben kinevezték egyetemi tanárrá. Ezt követően 2003-ban a tanszék vezetésével is megbízták. 1997 és 2000 között Széchenyi professzori ösztöndíjjal, 2001-2002-ben IEEE CPMT (Components, Packaging and Manufacturing Technology Society) professzori ösztöndíjjal kutatott. Magyarországi állásain kívül 1996-ban tanulmányúton járt a Florida International University (Florida, USA) egyetemen.
1992-ban védte meg a műszaki tudományok kandidátusi, 2001-ben akadémiai doktori értekezését, és habilitációt szerzett a BME Villamosmérnöki és Informatikai Karon. Az MTA Elektronikus Eszközök és Technológiák Tudományos Bizottságának lett tagja, amelynek 2002 és 2008 titkára, majd 2008 és 2014 között elnöke volt. 2013 és 2019 között a Magyar Tudományos Akadémia nem akadémikusi közgyűlési képviselője volt, akadémiai levelező tagságra jelölték 2013, 2016 és 2019 években. 2008-tól a MELT (Magyarországi Elektronikai Társaság) tagja (alapító tag). Ezenkívül 2011-ben a Magyar Mérnökakadémia felvette tagjai sorába. 1991 óta tagja a Nemzetközi Mikroelektronikai Társaságnak (IMAPS - International Microelectronics and Packaging Society, korábban ISHM - The Microelectronics Society), a magyarországi szervezetének alapító tagja; 1991-93: az IMAPS-Hungary alelnöke;1993-94: az IMAPS-Hungary elnöke; 1991-98-ig: az IMAPS-Europe Konferencia Programbizottságának tagja; elnyerte a szekció legjobb előadása díjat az 1992. évi IMAPS Konferencián, Orlando, USA, 1998-ban az „IMAPS Fellowship” kitüntetést, majd, 2006-tól az „IMAPS Örökös Tagság” címet nyert. 2000 óta: IEEE CPMT (Components, Packaging and Manufacturing Technology Society) tagja, Senior Member 2016 óta, 2017-től 2021-ig az IEEE Hungary Section alelnöke. 

## Munkássága
Kutatási területe a szenzorika és az elektronikai megbízhatóság, hibamechanizmusok. Nevéhez fűződik a mikroáramköri meghibásodásokhoz vezető elektrokémiai migráció lehetséges folyamatainak rendszerezése, modellezése. A szenzorika területét érintő, az USA-ban megjelent két monográfiája, „Polymer Films in Sensor Applications” és „Sensors in Biomedical Applications” bekerült a szakterület sokszor idézett alapvető szakirodalmai közé.  Több mint 330 tudományos publikáció szerzője vagy társszerzője, valamint 12 szabadalma van munkatársaival közösen bejegyeztetve, független idézeteink száma 2500 felett.
Tanszékvezetői megbízatása alatt - nagyrészt ipari támogatással - sikerült életre hívni az „Elektronikai Technológiai Laborkomplexumot”, amely a hazai és nemzetközi projektek befogadásán túl a hallgatói laborként is működik.
Oktatóként vezető szerepet játszott az elektronikai technológia oktatás alap- és mesterképzés szakirányainak, később specializációinak létrehozásában. Kidolgozója és részben előadója volt tizenhat új tantárgynak a villamosmérnöki alapszakon, mesterszakon és a posztgraduális képzésben. A vezetésével kidolgozott „Elektronika technológia” című tantárgy meghatározó alaptárgy a teljes villamosmérnöki évfolyam számára. Számos egyetemi jegyzet, oktatási segédlet, felnőttképzési és internetes tananyag létrehozása fűződik a nevéhez. Több olyan internet alapú elektronikus tananyagot készített, amelyek a tananyag bemutatásának jellegében is innovatívok, messze előre mutatók. Témavezetésével 10 doktorandusz sikeresen PhD fokozatot szerzett.

## Díjak, elismerések
- Gábor Dénes-díj (2011)
- MTA Szabadalmi Nívódíj (2012)
- A Magyar Érdemrend tisztikeresztje (2014)
- Széchenyi-díj (2022)

## Főbb publikációi
- Polymer Films in Sensor Applications: technology, materials, devices and their characteristics (1995)
- Electrochemical Processes Resulting in Migrated Short Failures in Microcircuits (1995)
- Detection of uric acid with a new type of conducting polymer-based enzymatic sensor by bipotentiostatic technique (társszerző, 1999)
- Copper May Destroy Chip-Level Reliability: Handle with Care – Mechanism and Conditions for Copper Migrated Resistive Short Formation (1999)
- Sensors in Biomedical Applications (2000)
- Polymer Films in Sensor Applications: a Review of Present Uses and Future Possibilities (2000)
- Comparing migratory resistive short formation abilities of conductor systems applied in advanced interconnection systems (társszerző, 2001)
- A colorimetry-based, semi-automated portable sensor device for the detection of arsenic in drinking water (társszerző, 2017)
- On the Electrochemical Migration Mechanism of Gold in Electronics—Less Reliable Than Expected? (társszerző, 2021)
- Climatically Accelerated Material Processes Determining the Long-Term Reliability of Light-Emitting Diodes (társszerző, 2024)